# Petrol (muzička grupa)
Petrol je beogradski muzički trio nastao 2003. godine. 

## Istorijat
Prvu postavu činili su Milan Bukejlović, Ana Janković i Ilija Duni. Uskoro u bend dolaze Vladimir Lenhart (bas) i Dragana Živković (klavijature). Bend uskoro nastupa sa Obojenim programom, grupom Disciplin A Kitschme, dva puta na festivalu Exit u Novom Sadu, na festivalu Art&Music 2006. u Puli, Supernatural festivalu u Beogradu kao i u Centralnom zatvoru za štićenike Specijalne bolnice. 
Posle nekoliko promena, grupa se u jesen 2006. ustalila kao trio: Ilija - glas i gitara, Buki - bubnjevi i Ana - analogni sintisajzer i električne orgulje.

## Izdanja
Petrol je u sopstvenoj produkciji 2004. godine objavio istoimeni EP sa pet pesama, a u februaru 2009. godine sa tri numere učestvuju na kompilaciji Zdravo, zdravo, zdravo (Kultur Akt). Singl Sve jedno je krajem 2007. i početkom 2008. godine proveo je nekoliko nedelja u vrhu domaćih top lista. 
Album Nezgodno vreme, opasni dani snimljen je u periodu od jula 2007. do marta 2008. godine u zagrebačkom studiju Kramasonik i sadrži 10 pesama. Snimatelj i producent albuma je Hrvoje Nikšić.

### Albumi/EP-ovi
- 2004. - Petrol
- 2008. - Nezgodno vreme opasni dani, Odličan hrčak, Beograd
- 2013. - 80 proleća

### Gostovanja
- 2007. - Ne-Ton Sampler, Ne-Ton, Beograd
- 2008. - Zdravo Zdravo Zdravo, Kultur Akt, Beograd
- 2013. - The Rotten Remixes 2010-2013, ShpiRa, Beograd
- 2014. - Kompot Berba 2013., Pot Lista, Zagreb

## Spoljašnje veze
- Petrol na sajtu
- Petrol na sajtu